# Borodjanka
Borodjanka (ukrainisch und russisch Бородянка, polnisch Borodzianka) ist eine Siedlung städtischen Typs in der ukrainischen Oblast Kiew mit 13.000 Einwohnern (2020) und war bis Juli 2020 der Verwaltungssitz des gleichnamigen Rajons Borodjanka.

## Lage, Geschichte

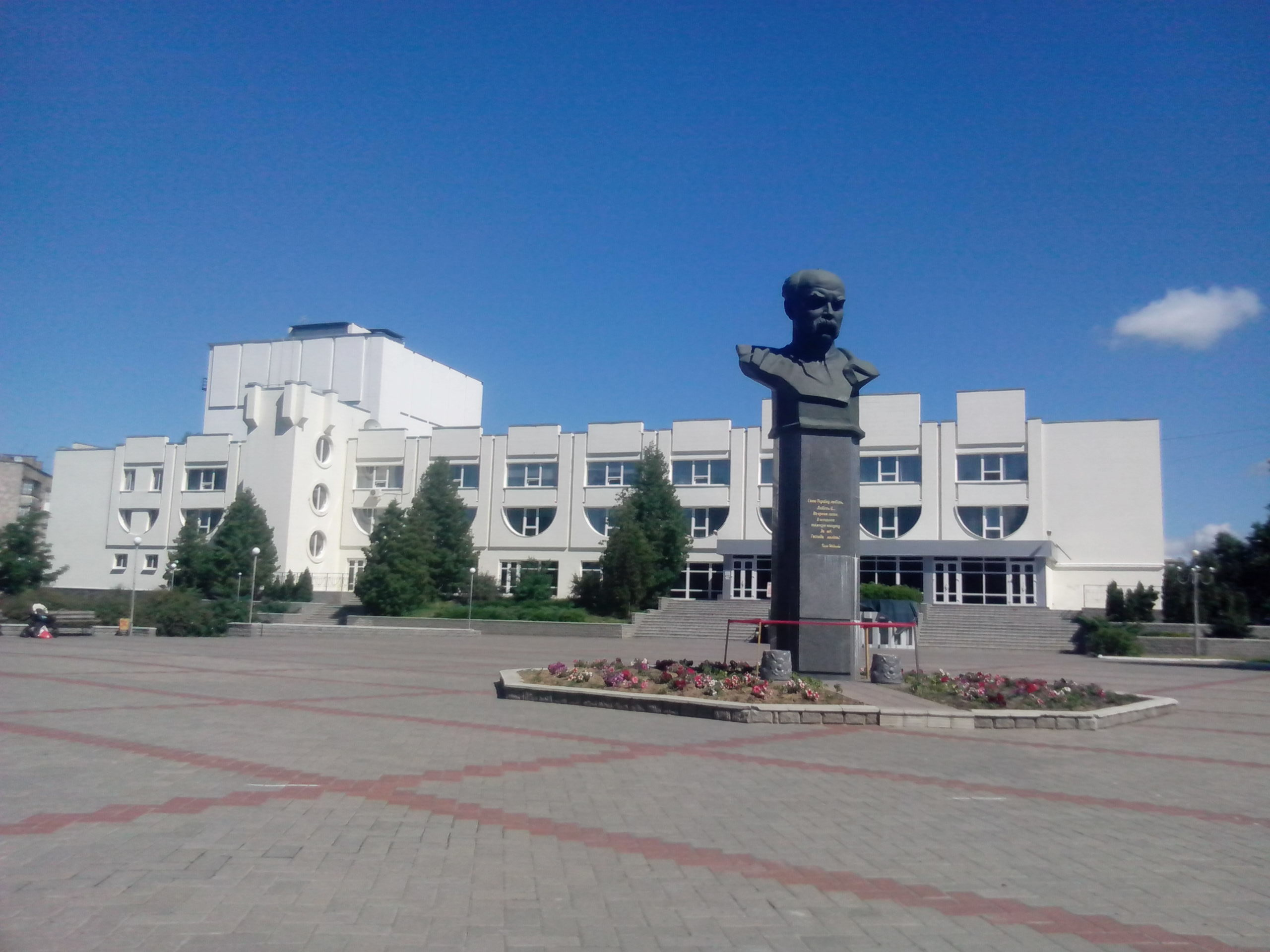
Haus der Kultur in Borodjanka mit Schewtschenko-Denkmal (2013)

Die Siedlung liegt am Ufer des Sdwysch (Здвиж), 55 km nordwestlich von Kiew. Durch Borodjanka verläuft die Bahnstrecke Kowel–Kiew der Piwdenno-Sachidna Salisnyzja, die Fernstraße M 07, die von Kiew zur polnischen Grenze führt sowie die Territorialstraße T-10-19.
Die 1190 gegründete Ortschaft lag bis 1667 unter seinem polnischen Namen Borodzianka als Teil der Adelsrepublik Polen-Litauen in der Woiwodschaft Kiew. Danach kam sie zum Russischen Reich und nach dem Russischen Bürgerkrieg zur Ukrainischen SSR innerhalb der Sowjetunion. Seit 1957 besitzt Borodjanka den Status einer Siedlung städtischen Typs. Seit dem Zerfall der Sowjetunion 1991 ist die Ortschaft ein Teil der unabhängigen Ukraine.
Nördlich der Ortschaft befindet sich ein ehemaliger Militärflugplatz.
Am 10. Juni 2012 stürzte eine Let L-410 nahe dem Flugplatz in ein Feld; fünf der Insassen starben.

## Zerstörungen durch russische Truppen im Jahr 2022

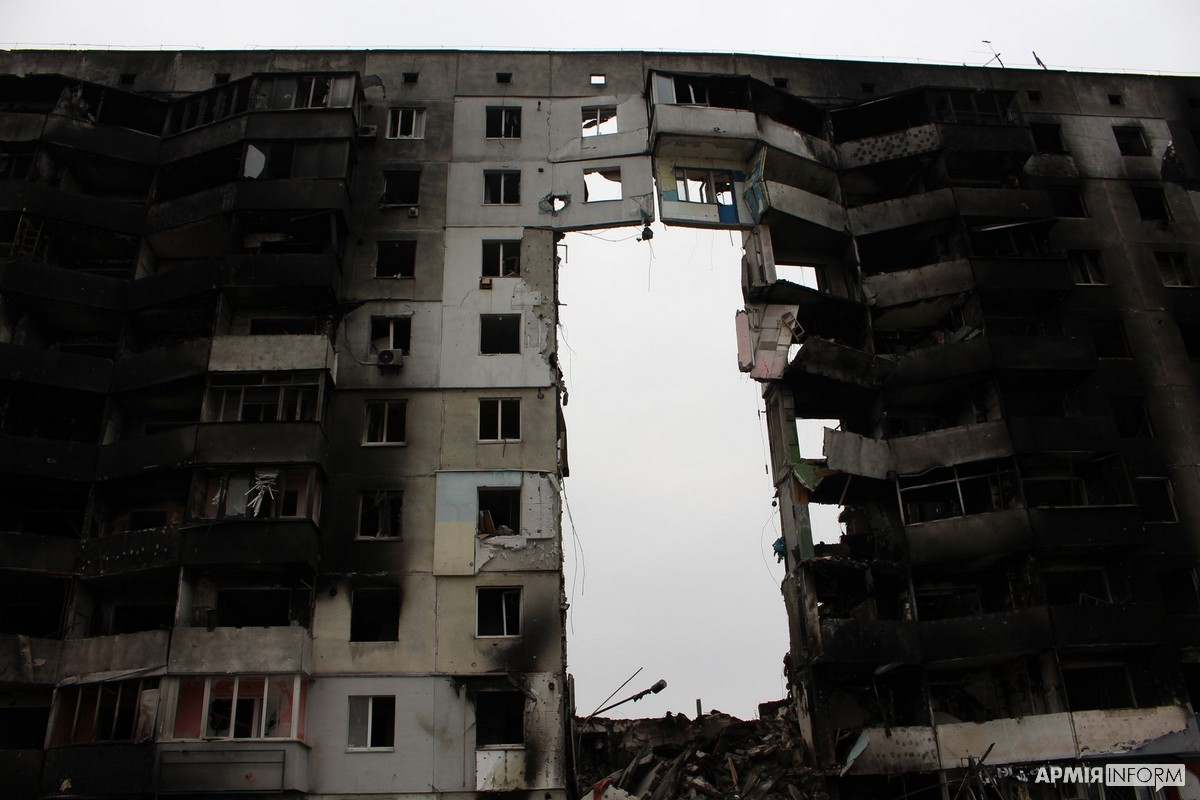
Zerstörtes Wohnhaus (2022)

Kurz nach dem Beginn des russischen Überfalls auf die Ukraine am 24. Februar 2022 begann die Schlacht um Kiew. Ukrainische Streitkräfte verteidigten die Hauptstadt der Ukraine erfolgreich; die angreifenden russischen Streitkräfte zogen sich nach etwa fünf Wochen zurück. Nach dem Abzug der russischen Truppen fanden die nachrückenden ukrainischen Streitkräfte eine in großen Teilen verwüstete Stadt vor.
Das Massaker von Butscha war in vielen Ländern entsetzt aufgenommen worden. Einige Tage später wurden auch in Borodjanka nach dem Abzug der russischen Truppen zahlreiche getötete Zivilisten gefunden und es war von einem „Muster von mutmaßlichen Kriegsverbrechen“ die Rede. Präsident Selenskyj sagte, die dort begangenen Gräueltaten seien noch viel schrecklicher als in Butscha. Nach seinem Besuch in Borodjanka am 13. April 2022 sprach sich der litauische Staatspräsident Gitanas Nausėda für stärkere Sanktionen gegen Russland und weitere Waffenlieferungen an die Ukraine aus. Er zeigte sich tief erschüttert über die verübten „Gräueltaten“ und über die Lage in der Stadt: „Die Bilder sind apokalyptisch.“

Das der Banksy-Briefmarke zugrunde liegende Graffiti an einer Mauer in Borodjanka

Der Streetartkünstler Banksy hinterließ im November 2022 an einer Ruinenmauer ein Graffiti mit einem kleinen Judoka, der einen viel größeren wirft. Der kleine steht für die Ukraine, der große für Putin. Das Motiv wird von der Banksy-Briefmarke der ukrainischen Post Ukrposhta wiedergegeben, die die Sondermarke am 24. Februar 2023 als dem ersten Jahrestag des russischen Überfalls auf die Ukraine herausgab.

## Verwaltungsgliederung
Am 12. Juni 2020 wurde die Siedlung zum Zentrum der neugegründeten Siedlungsgemeinde Borodjanka (Бородянська селищна громада/Borodjanska selyschtschna hromada). Zu dieser zählen auch die 31 in der untenstehenden Tabelle aufgelisteten Dörfer, bis dahin bildete sie die gleichnamige Siedlungsratsgemeinde Borodjanka (Бородянська селищна рада/Borodjanska selyschtschna rada) im Zentrum des Rajons Borodjanka.
Am 17. Juli 2020 kam es im Zuge einer großen Rajonsreform zum Anschluss des Rajonsgebietes an den Rajon Butscha.
Folgende Orte sind neben dem Hauptort Borodjanka Teil der Gemeinde:
| Name                     | Name           | Name                            |
| ukrainisch transkribiert | ukrainisch     | russisch                        |
| ------------------------ | -------------- | ------------------------------- |
| Berestjanka              | Берестянка     | Берестянка                      |
| Bondarnja                | Бондарня       | Бондарня                        |
| Dmytriwka                | Дмитрівка      | Дмитровка (Dmitrowka)           |
| Druschnja                | Дружня         | Дружня                          |
| Haj                      | Гай            | Гай (Gai)                       |
| Halynka                  | Галинка        | Галинка (Galinka)               |
| Jaswynka                 | Язвинка        | Язвинка (Jaswinka)              |
| Katschaly                | Качали         | Качалы (Katschali)              |
| Koblyzja                 | Коблиця        | Коблица (Kobliza)               |
| Koblyzkyj Lis            | Коблицький Ліс | Коблицкий Лес (Koblizki Les)    |
| Krasnyj Rih              | Красний Ріг    | Красный Рог (Krasny Rog)        |
| Majdaniwka               | Майданівка     | Майдановка (Maidanowka)         |
| Mychajlenkiw             | Михайленків    | Михайленков (Michailenkow)      |
| Myrtscha                 | Мирча          | Мирча (Mirtscha)                |
| Nebrat                   | Небрат         | Небрат                          |
| Nowa Buda                | Нова Буда      | Новая Буда (Nowaja Buda)        |
| Nowa Hreblja             | Нова Гребля    | Новая Гребля (Nowaja Greblja)   |
| Nowe Salissja            | Нове Залісся   | Новое Залесье (Nowoje Salessje) |
| Nowyj Korohod            | Новий Корогод  | Новый Корогод (Nowy Korogod)    |
| Oserschtschyna           | Озерщина       | Озерщина (Oserschtschina)       |
| Potaschnja               | Поташня        | Поташня                         |
| Pylypowytschi            | Пилиповичі     | Пилиповичи (Pilipowitschi)      |
| Sahalzi                  | Загальці       | Загальцы (Sagalzy)              |
| Schybene                 | Шибене         | Шибеное (Schibenoje)            |
| Stara Buda               | Стара Буда     | Старая Буда (Staraja Buda)      |
| Talske                   | Тальське       | Тальское (Talskoje)             |
| Torfjane                 | Торф’яне       | Торфяное (Torfjanoje)           |
| Wablja                   | Вабля          | Вабля                           |
| Welykyj Lis              | Великий Ліс    | Великий Лес (Weliki Les)        |
| Wolyzja                  | Волиця         | Волица (Woliza)                 |
| Wyschnjaky               | Вишняки        | Вишняки (Wischnjaki)            |